# Alonzo Church
Alonzo Church, född 14 juni 1903 i Washington, D.C., död 11 augusti 1995, var en amerikansk matematiker och logiker, som lämnade fundamentala bidrag till datavetenskapen. Han var professor vid University of California, Los Angeles och var även verksam vid Princeton University, där han doktorerade 1927 under Oswald Veblen. 
Alonzo Church är främst känd för Churchs teorem 1936, vilket bland annat visar att första ordningens predikatlogik är oavgörbar. Han har formulerat underlaget till det som sedermera kom att kallas Church-Turings hypotes och har skapat den så kallade lambdakalkylen, som påverkade konstruktionen av programspråket Lisp.
Church har under åren haft ett stort antal sedermera framstående matematiker som doktorander, bland andra Alan Turing, Raymond Smullyan och Leon Henkin.